# Giusi Malato
Giusi Letizia Malato oder Giusy Malato, nach Heirat Giusi Letizia Puliafito (* 9. Juli 1971 in Catania), ist eine ehemalige italienische Wasserballspielerin. Sie gewann eine olympische Goldmedaille. Bei Weltmeisterschaften erkämpfte sie zweimal Gold, einmal Silber und einmal Bronze. Hinzu kamen vier Goldmedaillen sowie je eine Silber- und Bronzemedaille bei Europameisterschaften.

## Karriere
Die 1,70 Meter große Centerspielerin war bis 2005 bei Orizzonte Catania und gewann von 1991/92 bis 2004/05 vierzehn aufeinanderfolgende italienische Meistertitel.
Bei der Europameisterschaft 1991 in Athen spielte Giusi Malato erstmals bei einem großen Turnier in der Nationalmannschaft. Die Italienerinnen wurden in der Vorrunde Gruppenzweite hinter den Ungarinnen und verloren im Halbfinale gegen die Niederländerinnen. Im Spiel um den dritten Platz siegten die Italienerinnen mit 9.5 gegen die Französinnen. Zwei Jahre später bei der Europameisterschaft 1993 in Leeds unterlagen die Italienerinnen im Halbfinale der russischen Mannschaft. Im Spiel um Bronze siegten die Ungarinnen mit 8:7. Im Jahr darauf war Rom Austragungsort der Weltmeisterschaft 1994. Die Italienerinnen gewannen ihre Vorrundengruppe vor dem Team aus den Vereinigten Staaten, wobei der direkte Vergleich 7:7 endete. Nach einer 5:7-Niederlage im Halbfinale gegen die Ungarinnen trafen die Italienerinnen im Spiel um den dritten Platz erneut auf die US-Mannschaft und gewannen mit 14:9.
1995 bei der Europameisterschaft in Wien begann eine mehrjährige Siegesserie der Italienerinnen. In Wien gewannen die Italienerinnen im Halbfinale mit 8:4 gegen die Griechinnen und im Finale mit 7:5 gegen die Ungarinnen. Zwei Jahre später bei der Europameisterschaft 1997 in Sevilla bezwangen die Italienerinnen im Halbfinale die Niederländerinnen erst in der Nachspielzeit. Im Finale besiegten sie die Russinnen mit 6:5. Anfang 1998 bei der Weltmeisterschaft in Perth gewannen die Italienerinnen im Halbfinale gegen die australischen Gastgeberinnen erst nach zwei Verlängerungen, das Endspiel gegen die Niederländerinnen entschieden die Italienerinnen mit 7:6 für sich. Malato warf im Finale vier der sieben Tore, insgesamt erzielte sie im Turnierverlauf 16 Treffer. 1999 bei der Europameisterschaft in Prato siegten die Italienerinnen im Halbfinale mit 6:5 gegen die Ungarinnen und im Finale nach zwei Verlängerungen mit 10:9 gegen die Niederländerinnen. Die Siegesserie der Italienerinnen riss beim Qualifikationsturnier für die olympische Premiere des Frauen-Wasserballs 2000 in Sydney. Die Italienerinnen belegten den vierten Platz, nur die ersten beiden Teams durften in Sydney antreten.
Bei der Europameisterschaft 2001 in Budapest gewannen die Italienerinnen im Halbfinale gegen die Griechinnen mit 7:1. Im Endspiel unterlagen sie den ungarischen Gastgeberinnen mit 8:10. Giusi Malato warf sieben Turniertore. Einen Monat später bei der Weltmeisterschaft in Fukuoka bezwangen die Italienerinnen im Halbfinale die Mannschaft aus den Vereinigten Staaten mit 8:6. Im Endspiel gegen die Ungarinnen siegten die Italienerinnen mit 7:3. Zwei Jahre später bei der Europameisterschaft 2003 in Slowenien siegten die Italienerinnen im Halbfinale mit 7:5 gegen die Niederländerinnen. Das Endspiel entschieden die Italienerinnen mit 6:5 gegen die Ungarinnen. Wie 2001 wurde auch die Weltmeisterschaft 2003 in Barcelona etwa einen Monat nach der Europameisterschaft ausgetragen. Nach einem 5:2 im Halbfinale gegen die Kanadierinnen verloren die Italienerinnen das Finale mit 6:8 gegen das US-Team.
2004 beim olympischen Wasserballturnier in Athen unterlagen die Italienerinnen in der Vorrunde den Australierinnen mit 5:6 und trafen dann im Viertelfinale auf die Ungarinnen, die Dritten der anderen Vorrundengruppe. Nach dem 8:5-Sieg folgte im Halbfinale ein 6:5 gegen die Weltmeisterinnen aus den Vereinigten Staaten. Im Finale bezwangen die Italienerinnen die Griechinnen erst nach Verlängerung mit 10:9. Im Finale erzielte Malato einen Treffer, ihre anderen beiden Turniertore erzielte sie im Viertelfinale und im Halbfinale.
Malato wurde nach ihrer Aktivenlaufbahn Trainerin und führte Orizzonte zum Meistertitel 2007/08.